# Sân bay quốc tế Thái Bình Cáp Nhĩ Tân
Sân bay quốc tế Thái Bình Cáp Nhĩ Tân (tên tiếng Anh: Harbin Taiping International Airport (IATA: HRB, ICAO: ZYHB) là một sân bay quốc tế ở Cáp Nhĩ Tân, Hắc Long Giang, Cộng hòa Nhân dân Trung Hoa. Sân bay này nằm cách thành phố Cáp Nhĩ Tân 33 km và được xây năm 1979 và được mở rộng năm 1994 và 1997 với chi phí khoảng 960 triệu nhân dân tệ. Năm 1984, sân bay này được nâng thành sân bay quốc tế. Nhà ga sân bay này hiện là nhà ga hàng không lớn nhất ở đông bắc Trung Quốc. Sân bay này có năng lực phục vụ 6 triệu hành khách mỗi năm và hiện có 50 tuyến kết nối. Đường băng dài 3200 m phủ asphalt.

## Các hãng hàng không và các điểm đến
| Hãng hàng không                                         | Các điểm đến |
| ------------------------------------------------------- | --- |
| 9 Air                                                   | Guangzhou, Haikou, Nanjing, Wenzhou |
| Aeroflot vận hành bởi Aurora                            | Khabarovsk, Yuzhno-Sakhalinsk |
| Air China                                               | Beijing-Capital, Thành Đô, Chongqing, Fuyuan, Hangzhou, Kunming, Shanghai-Pudong, Tianjin, Weihai |
| Asiana Airlines                                         | Seoul-Incheon |
| Beijing Capital Airlines                                | Hangzhou, Qingdao, Sanya, Shijiazhuang, Tianjin, Tongliao, Xi'an |
| China Eastern Airlines                                  | Baotou, Beijing-Capital, Thành Đô, Chongqing, Dalian, Heihe, Jiagedaqi, Kunming, Mohe, Nanjing, Ningbo, (begins ngày 31 tháng 5 năm 2016), Ordos, Qingdao, Shanghai-Hongqiao, Shanghai-Pudong, Tianjin, Wuhan, Wuxi, Xi'an, Yantai, Yingkou                                                                  |
| China Southern Airlines                                 | Beihai, Beijing-Capital, Changsha, Thành Đô, Fuyuan, Guangzhou, Guiyang, Haikou, Hangzhou, Hefei, Heihe, Jinan, Kunming, Mohe, Nanjing, Nanning, Ningbo, Qingdao, Rizhao, Sanya, Shanghai-Pudong, Shenzhen, Shijiazhuang, Tianjin, Urumqi, Wuhan, Xi'an, Xiamen, Yantai, Yichun, Yuncheng, Zhengzhou, Zhuhai |
| China Southern Airlines                                 | Cheongju, Niigata, Osaka-Kansai, Seoul-Incheon, Taipei-Taoyuan, Tokyo-Narita, Vladivostok |
| China Southern Airlines vận hành bởi Chongqing Airlines | Chongqing, Qingdao, Zhengzhou |
| China United Airlines                                   | Beijing-Nanyuan |
| Donghai Airlines                                        | Hailar, Shenzhen |
| Eastar Jet                                              | Thuê chuyến:Cheongju |
| EVA Air                                                 | Taipei-Taoyuan |
| Fuzhou Airlines                                         | Fuzhou, Tianjin |
| Grand China Air                                         | Beijing-Capital |
| Hainan Airlines                                         | Datong, Guangzhou, Hefei, Nanchang, Nanjing, Qingdao, Shenzhen, Xiamen |
| Hebei Airlines                                          | Shijiazhuang |
| IrAero                                                  | Irkutsk |
| Juneyao Airlines                                        | Shanghai-Pudong |
| Loong Air                                               | Chifeng, Hangzhou, Linyi, Shenzhen, Tongliao |
| Okay Airways                                            | Changsha, Heihe, Jiagedaqi, Jiamusi, Jixi, Mohe, Tianjin, Yanji |
| Qingdao Airlines                                        | Qingdao |
| Shandong Airlines                                       | Chongqing, Jinan, Qingdao, Xiamen, Yantai |
| Shanghai Airlines                                       | Shanghai-Pudong |
| Shenzhen Airlines                                       | Beijing-Capital, Changsha, Changzhou, Guangzhou, Guiyang, Haikou, Hefei, Hong Kong, Jinan, Nanchang, Nanjing, Nanning, Nantong, Qingdao, Sanya, Shenzhen, Taiyuan, Yangzhou, Yantai, Zhengzhou |
| Shenzhen Airlines                                       | Hong Kong |
| Sichuan Airlines                                        | Beihai, Beijing-Capital, Changsha, Changzhou, Thành Đô, Chongqing, Guilin, Guiyang, Haikou, Hangzhou, Hefei, Jinan, Kunming, Lanzhou, Manzhouli, Nanjing, Nanning, Ningbo, Sanya, Shanghai-Pudong, Taiyuan, Tianjin, Wenzhou, Wuhan, Xi'an, Xiamen, Xuzhou, Yinchuan, Zhengzhou                              |
| Spring Airlines                                         | Beihai, Huai'an, Shanghai-Pudong, Shenzhen |
| Spring Airlines                                         | Bangkok-Suvarnabhumi, Jeju, Nagoya-Centrair |
| Tianjin Airlines                                        | Hailar, Hohhot, Tianjin |
| Ural Airlines                                           | Bangkok-Suvarnabhumi, Chita, Krasnoyarsk-Yemelyanovo, Novosibirsk, Yekaterinburg |
| West Air (Trung Quốc)                                   | Chongqing, Hohhot |
| Xiamen Airlines                                         | Chongqing, Fuzhou, Hangzhou, Lianyungang, Nanjing, Qingdao, Tianjin, Wuxi, Xiamen, Yancheng, Zhengzhou |